# Togo 2005 : Autopsie d'une succession
Pour plus de détails, voir Fiche technique et Distribution.
Togo 2005 : Autopsie d'une succession est un documentaire du réalisateur togolais Augustin Batita Talakeana. Il revient sur les bouleversements traversés par le Togo après le décès du président Eyadema. 

## Synopsis
La mort subite du président Eyadema survenu le 5 février 2005 a été le point de départ d’une grave crise socio-politique au Togo. L’émotion et la peur ont conduit les acteurs politiques à des dérapages constitutionnels en vue d’assurer sa succession. Ces erreurs politiques commises à la fois par les Forces armées togolaises, le parlement, le Gouvernement et les leaders des partis politiques de l’opposition radicale ont eu des conséquences désastreuses sur la vie des Togolais.
Après l’élection du 24 avril 2005 sanctionnée par la prise du pouvoir de Faure Gnassingbé, différents rapports font état de graves violations des droits de l’homme et des libertés publiques.

## Fiche technique
- Titre : Togo 2005 : Autopsie d'une succession
- Réalisateur : Augustin Batita Talakeana
- Scénariste : Luc Abaki
- Langue : français
- Format : DVcam
- Genre : politique
- Type : Documentaire
- Durée : 52 minutes
- Année de production : 2008